# Lodo (EP)
Lodo è il sesto EP del gruppo musicale italiano Lo Stato Sociale, pubblicato da Garrincha Dischi il 19 febbraio 2021.

## Tracce
1. Muoio di noia (LODO #1) (feat. Margherita Vicario e Danti) – 2:23
2. L'amore è una droga (LODO #2) (feat. Cmqmartina) – 3:00
3. Dimmi prima le cattive (LODO #3) (feat. Galeffi e Simon Says!) – 4:24
4. Anche oggi domani andrà meglio (LODO #4) (feat. Samuel Heron) – 3:45
5. L'unica cosa che non so fare (LODO #5) (feat. Ninni Bruschetta e Nicolò Carnesi) – 4:32

Durata totale: 18:04